# ۲۹ سپتامبر
۲۹ سپتامبر دویست و هفتاد و دومین (در سال‌های کبیسه دویست و هفتاد و سومین) روز سال در گاه‌شماری میلادی است. ۹۳ روز تا پایان سال باقی‌است.

## رویدادها
- ۵۲۲ (پیش از میلاد) - داریوش یکم هخامنشی برای پایداری بخشیدن به سلطنت خود گئومات را به قتل رساند.
- ۱۹۱۱ - ایتالیا به امپراتوری عثمانی اعلام جنگ داد.
- ۱۹۷۱ - عمان به اتحادیه عرب پیوست.
- ۱۹۷۲ - ژاپن با قطع روابط خود با جمهوری چین (تایوان) مناسبات خود را با جمهوری خلق چین از سر گرفت.
- ۱۹۷۹ - ژان پل دوم به عنوان نخستین پاپ از کشور ایرلند دیدار کرد.
- ۱۹۹۰ - ساخت کلیسای ملی واشینگتن به پایان رسید.
- ۱۹۹۰ - وای اف - ۲۲ که به اف - ۲۲ شهرت یافت نخستین پرواز خود را انجام داد.
- ۱۹۹۱ - با کودتای نظامیان در هائیتی ژان-برتران آریستید رئیس‌جمهور این کشور عزل و دولت سرنگون شد.
- ۱۹۹۲ - فرناندو کولار دوملو رئیس‌جمهور برزیل استیضاح و از کار برکنار شد.
- ۲۰۰۴ - برت روتان صاحب شرکت سکیلد کامپوزیتس با شلیک موفقیت‌آمیز فضاپیمای یک به فضا موفق شد یکی از دو جایزه ایکس انصاری را نصیب خود کند.
- ۲۰۰۷ - کالدر هال نخستین ایستگاه هسته‌ای تجاری با انفجار کنترل شده از بین رفت.
- ۲۰۰۸ - پس از اعلام ورشکستگی برادران لیمن، چهارمین بانک سرمایه‌گذاری در ایالات متحده و واشینگتن میچوال، شرکت هلدینگ بانک آمریکایی میانگین صنعتی داو جونز با سقوط ۷۷۷٫۶۸ نقطه‌ای مواجه شد که بزرگ‌ترین سقوط اعتبار در یک روز در طول تاریخ بود.
- ۲۰۰۹ - زلزله‌ای به بزرگی ۸٫۰ ریشتر در حوالی جزایر سلیمان باعث ایجاد تسونامی شد.
- ۲۰۱۳ - در حمله شبه نظامیان بوکوحرام به دانشکده کشاورزی در شهر گوجبا واقع در شمال نیجریه ۴۲ نفر کشته شدند.

## زادروزها
- ۱۰۶ (پیش از میلاد) - پومپه، سیاستمدار جمهوری روم
- ۱۵۴۷ -میگل د سروانتس، رمان‌نویس، شاعر، نقاش و نمایشنامه‌نویس اسپانیایی
- ۱۸۹۴ – ارنستو امبروسینی، ورزشکار دو و میدانی اهل ایتالیا (د. ۱۹۵۱)
- ۱۸۹۸ - تروفیم لیسنکو، زیست‌شناس و برزشناس اوکراینی
- ۱۹۰۱ - انریکو فرمی، فیزیک‌دان آمریکایی
- ۱۹۱۲ - میکل‌آنجلو آنتونیونی، فیلم‌نامه‌نویس و کارگردان ایتالیایی
- ۱۹۴۳ - لخ واونسا، نخستین رئیس‌جمور لهستان پس از دوران کمونیستم
- ۱۹۷۶ - آندری شوچنکو، بازیکن فوتبال اوکراینی

## درگذشت‌ها
- ۱۹۶۷ - کارسون مک‌کالرز، نویسنده و نمایش‌نامه‌نویس آمریکایی
- ۲۰۱۷ – ابوتحسین الصالحی، نظامی و تک‌تیرانداز اهل عراق (ز. ۱۹۵۳)

## مناسبت‌ها
- روز جهانی قلب[۱]
- روز ملی مخترعان در آرژانتین
- روز جهانی قهوه